# Я сражаюсь с великанами
«Я сражаюсь с великанами» (англ. I Kill Giants) — фильм-драма с элементами фэнтези режиссёра Андерса Вальтера Хансена, экранизация комикса «Я убиваю великанов». В главных ролях: Мэдисон Вульф, Зои Салдана, Имоджен Путс и Дженнифер Эль. Премьера фильма в США состоялась 23 марта 2018 года, в России — 29 марта..

## Сюжет
Фильм расскажет о школьнице, Барбаре Торсон, переживающей свою трагедию, вследствие которой она погружается в выдуманный мир великанов, который угрожает всему человечеству. Барбара оказывается единственным человеком, который может это предотвратить.
В начале девочка Барбара Торсон капает красную жидкость в банке, напоминающая густую кровь. Она убегает. Показывают дерево, на которой капает «приманка». К ней протягивается рука, которая берёт «наживку».
Затем показана школьная жизнь девочки-одиночки, «школьного психопата».

## В ролях
- Мэдисон Вульф — Барбара Торсон
- Зои Салдана — миссис Молли
- Имоджен Путс — Карен
- Дженнифер Эль — миссис Торсон
- Ноэль Кларк — мистер Молли
- Сиара О’Каллаган — Тереза Туззо
- Рори Джексон — Тэйлор
- Сидни Вэйд — София
- Аманда Стюарт
- Эйдин Уайлд — мисс Поттс

## Съёмки
Съёмки фильма начались 27 сентября 2016 года